# Buizingen
Buizingen är en ort i Belgien.   Den ligger i provinsen Flamländska Brabant och regionen Flandern, i den centrala delen av landet, 15 km sydväst om huvudstaden Bryssel. Buizingen ligger 44 meter över havet och antalet invånare är 5 300.
Terrängen runt Buizingen är platt. Runt Buizingen är det ganska tätbefolkat, med 192 invånare per kvadratkilometer.. Närmaste större samhälle är Bryssel, 14,6 km nordost om Buizingen. 
Runt Buizingen är det i huvudsak tätbebyggt.